# Åmli
Åmli est une kommune de Norvège. Elle est située dans le comté d'Agder. Commune rurale et forestière, traversées par deux rivières, l'économie repose essentiellement sur l'agriculture et la sylviculture. La commune est distante de 60 km d'Arendal, la ville et la côte maritime les plus proches. Si la commune semble enclavée entre forêt et montagne, uniquement traversée par des routes secondaires loin des axes routiers principaux, elle n'est pas pour autant isolée grâce au chemin de fer.
La commune, dont le centre administratif est le village d'Åmli, est composée de plusieurs villages : Nelaug, Tovdal et Gjøvdal.

## Situation

### Géographie
Åmli est une commune rurale entourée de forêts, située entre la côte au sud et les montagnes au nord. Le point culminant de la commune se trouve au nord, dans le massif de Storrfjellet, le sommet appelé Trongedalsnuten atteint 929 m. La commune est traversée par deux rivières : Nidelva et Tovdalselva.

### Voies de communication et transports

#### Transports routiers
Åmli est traversée par la nationale 41 qui relie Kristiansand à Brunkeberg. La nationale 415 part d'Åmli pour  rejoindre la route européenne 18 à Tvedestrand.

#### Transports ferroviaires
La gare de Nelaug se situe dans la commune d'Åmli. C'est la gare la plus importante de la commune puisqu'elle est desservie par la ligne du Sørland et qu'elle est également le terminus de la ligne d'Arendal.
De 1910 à 1967, existait une ligne de chemin de fer, la Treungenbanen, qui reliait Arendal à Nissedal. Aujourd'hui, l'ancienne gare abrite la bibliothèque municipale, tandis que la halle à marchandise abrite la gare routière.
La commune possède également une halte ferroviaire située dans le hameau de Flaten, situé sur la ligne d'Arendal.

#### Transports en commun
Åmli est desservie par une ligne régulière de bus reliant Arendal à Seljord. D'autres liaisons journalières relient Åmli à Tovdal et Smeland. Une ligne existe également reliant Nelaug à Tvedestrand. Toutes ces lignes sont gérées par la société de transport en commun des comtés d'Agder.

#### Transports aériens
L'aéroport le plus proche est celui de Kristiansand, distant de 98 km.

## Histoire
L'ancien district d'Åmli fut divisé le 1er janvier 1908 en trois communes distinctes : Tovdal, Gjøvdal et Åmli. Gjøvdal et Åmli furent de nouveau réunifiées en 1960 et les limites actuelles de la commune datent de 1967 lorsque Tovdal fut réintégré à la commune d'Åmli.

## Politique et administration
Pour la période 2023-2027, le maire de la commune est Hans Fredrik Tangen, du parti Parti travailliste.
Le conseil communal compte 17 élus : 7 pour le Parti travailliste, 6 pour le Parti du centre, 3 pour les conservateurs et 1 pour le parti marxiste Rouge.

### Débat linguistique
Pendant de longues années, Åmli connut un débat linguistique virulent opposant les partisans du bokmål à ceux du nynorsk quant au choix de la norme écrite utilisée à l'école. Début 2010, la commune décide d'organiser un référendum qui a lieu le 3 mai 2010. La participation n'est que de 49 % mais les résultats sont clairs : 52 % en faveur du nynorsk à Åmli et 63 % à Dølemo. Malgré ce résultat, le maire choisit le bokmål, appuyé par le conseil municipal à raison de 9 voix contre 8.

### Démographie

Évolution de la population depuis 1951. Document Bureau des statistiques norvégiennes.

## Population et société

### Enseignement
La commune compte deux écoles primaires, une école dans le centre d'Åmli, une autre moins importante et avec moins de classes à Dølmo. Les enfants doivent ensuite aller à Tvedestrand.

### Santé
Il existe dans la commune un centre médical, Åmli Helsestasjon, avec médecins, infirmière et sage-femme,. L'hôpital le plus proche se situe à Arendal.

### Sport
C'est à Dølemo que se trouve une association sportive : Dølemo Idrettslag avec une section cyclisme et patinage de vitesse.

### Médias
La commune possède son propre journal : Åmli avisa.

### Personnalités
- Arne Smeland (1880-1912) : poète et écrivain du terroir.
- Engvald Bakkan (1897-1982) : écrivain.
- Kristian Sundtoft (1937-2015) : femme politique.
- Jonas Alaska (né en 1988) : musicien.
- Mathias Berntsen (né en 1996) : champion d'Europe 2015 (U20) de beach-volley[17].

## Économie
Åmli étant une commune rurale, l'économie est principalement lié aux exploitations agricoles et forestières. En 2013, l'entreprise Bergene Holm ouvre une nouvelle scierie considérée comme la plus moderne de Norvège pour laquelle l'entreprise a investi 120-130 millions de couronnes (environ 15 millions d'euros).

## Culture et patrimoine

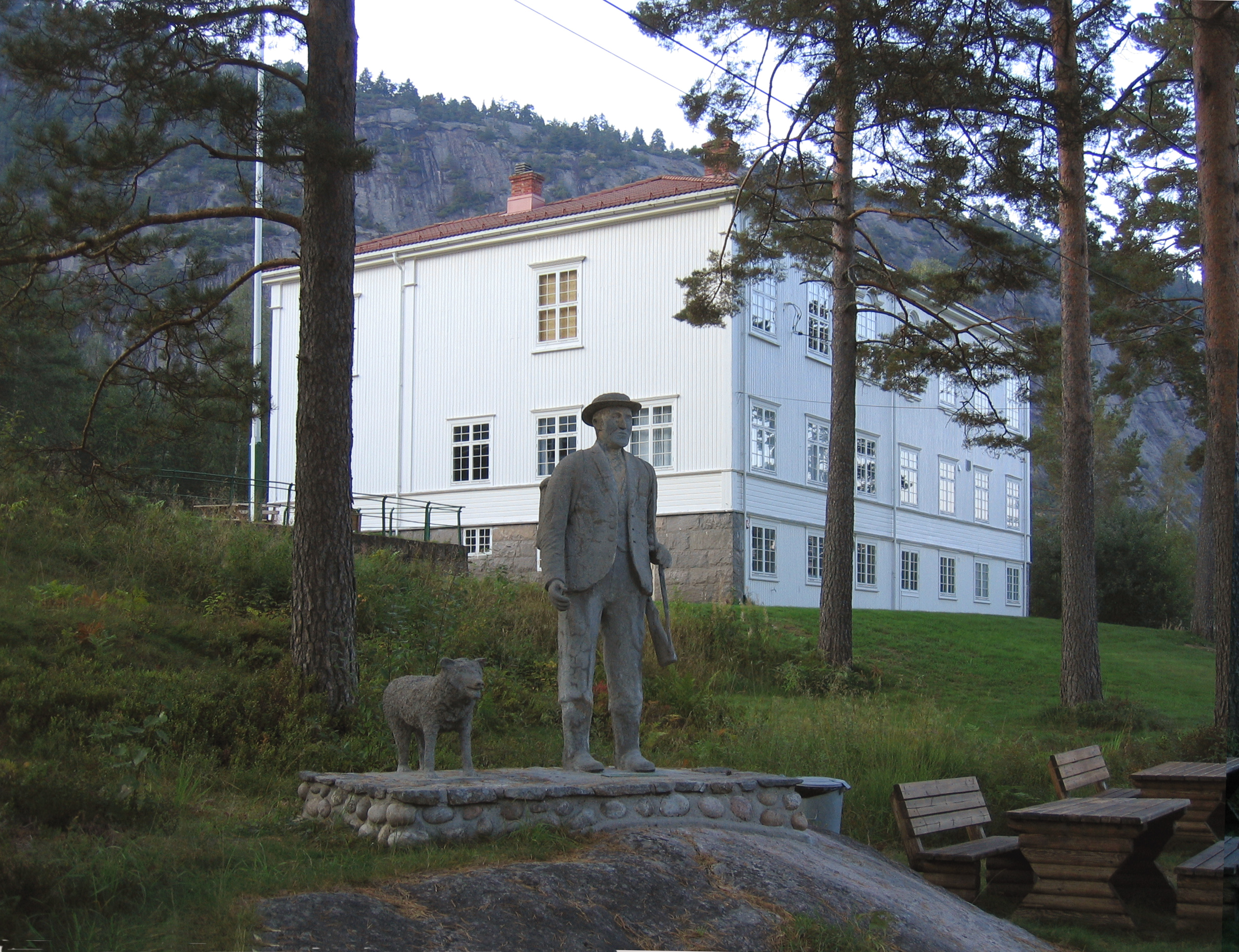
Le musée Elvarheim.

### Tusenårsted
Le site du millénaire choisi par la commune est le musée Elvarheim qui possède entre autres une grande collection d'animaux empaillés.

### Festivités
Le premier samedi du mois d'août a lieu à Gjøvdal une fête traditionnelle appelée Gjøvdalsdagen avec concert, loterie et activités diverses.
Depuis 1980, se tient à Dølemo une foire sur deux jours qui a lieu fin août et appelée Dølemomarknaden. Elle réunit environ 150 exposants avec des animations d'artiste locaux et régionaux.
Depuis 2015, a lieu courant juin un festival musical sur deux jours appelé Heimover !.